# Windows on the World

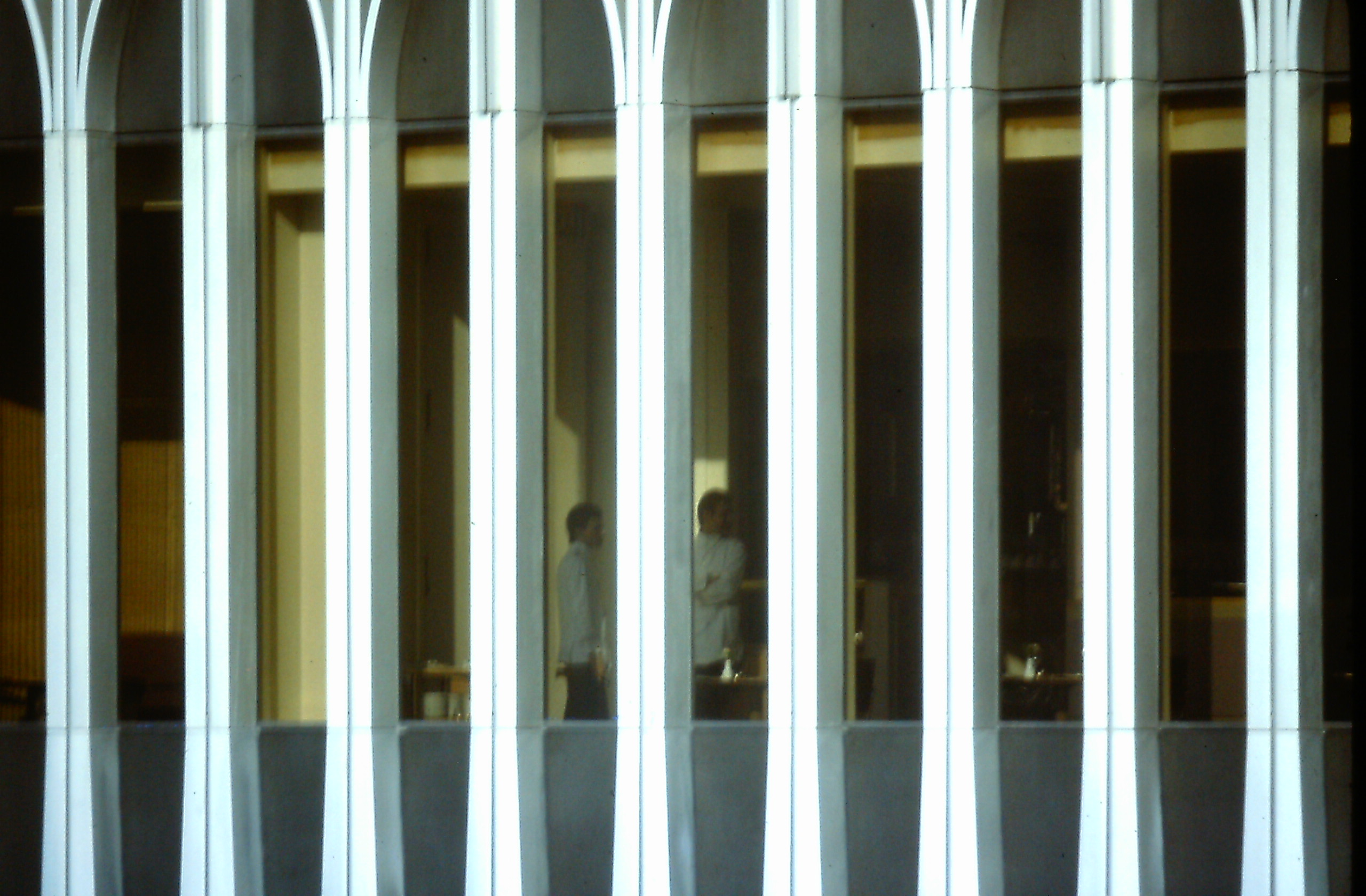
Windows on the World på den 107:e våningen i det norra tornet (1 WTC) fotograferat från utsidan den 10 december 1979.

Windows on the World på våningarna 106 och 107 i World Trade Centers norra torn, eller torn nummer ett (1 WTC), på Nedre Manhattan, New York, USA, var en av New Yorks mest kända restauranger. Restaurangen var New Yorks högst belägna och välbesökt av välbeställda turister och för olika arrangemang som bröllop och liknande. Den kunde även fungera som konferensanläggning för de som jobbade i World Trade Center.
På grund av det attraktiva läget med utsikt över New York och flera kända landmärken var prislappen förhållandevis hög och det var ofta hårda krav på hur man skulle vara klädd och bete sig när man skulle äta där; bedömdes man för enkel klädsel fick man till exempel oftast en sittplats i skybaren i södra delarna av våning 107. Det fanns en till restaurang med lite lägre priser och två skybarer på våning 107.
Windows on the World öppnades sommaren 1976 och stängdes den 26 februari 1993, efter bombningen av World Trade Center. Restaurangen återöppnades 1996 och var i full drift fram till terrorattackerna den 11 september 2001 då World Trade Centers tvillingtorn attackerades och förstördes.
Många av de som hoppade från det norra tornet var personal och gäster från Windows on the World som hade frukostservering och även en hel del konferensgäster när American Airlines Flight 11 rammade den norra delen av tornet mellan våningarna 93 och 99 klockan 08.46 (EDT).
Samtliga trappor och hissar ovanför kraschzonen blev oanvändbara efter attacken, vilket gjorde att de som befann sig på bland annat Windows on the World blev fast i byggnaden, samtliga avled senare antingen då de föll eller hoppade från den brinnande skyskrapan, av brännskador, rökförgiftning, eller när det norra tornet kollapsade klockan 10.28 (EDT).
The Falling Man – en dokumentär som handlar om en fallande man från det norra tornet som bland annat fanns på vissa tidningars framsidor dagen efter attackerna har blivit identifierad som en person som jobbade på Windows on the World.
Det fanns även en enklare lunchrestaurang i samma regi som Windows on the World på våning 44 vid namn Skydive.